# Alma (cuirassé)
Pour les articles homonymes, voir Alma.
L'Alma est une corvette cuirassée de classe Alma construite à l'arsenal de Lorient pour la Marine française. Lancée en 1867 et armée deux ans plus tard, elle sert notamment en Chine et en Tunisie avant d'être démolie en 1886.

## Conception
En 1865, la construction de la Belliqueuse selon des plans d'Henri Dupuy de Lôme donne des résultats encourageants. Il est alors décidé de lancer la construction de sept corvettes cuirassées basées sur cet acquis, mais dotées d'une vitesse plus grande et d'une artillerie plus puissante et mieux disposée : la classe Alma. Les dimensions sont quasiment identiques, tout comme le déplacement. Dotés d'une carène en bois, les cuirassés ont une ceinture blindée de 15 cm, et les œuvres mortes à l'avant et à l'arrière du réduit sont en tôle de 15 mm. Ces navires, conçus eux aussi par Dupuy de Lôme disposent d'une propulsion hybride : gréés en trois-mâts barque avec une surface de voile de 1 450 m2, ils sont propulsés par une hélice Mangin mue par une machine alternative à trois cylindres, elle-même alimentée par des chaudières Creusot.
Côté armement, la corvette dispose de six canons de 19 cm : 4 sont disposés dans un réduit central, et deux autres sur les gaillards dans des tourelles barbettes. Celles-ci ont un blindage de 10 cm et peuvent tirer en chasse et en retraite.

## Histoire
La construction de l'Alma commence le 1er octobre 1865 à l'arsenal de Lorient. La corvette cuirassée est lancée le 26 novembre 1867 et armée le 24 août 1869. Elle commence alors ses essais sous les ordres du capitaine de vaisseau de Langle de Cary. Elle rejoint alors Cherbourg puis Brest où des modifications de la cuirasse sont réalisées. En juin 1870, sous les ordres du capitaine de vaisseau Léopold de Pritzbuer, capitaine de pavillon du contre-amiral Dupré, elle rejoint l'Extrême-Orient et la Chine, avant de bloquer les corvettes allemandes Hertha et Medusa (de) au Japon. En mars 1871, l'Alma affronte un typhon à Yokohama ; en août de l'année suivante, elle rentre en France, relevée par la Belliqueuse, et arrive à Toulon en janvier 1873. En octobre, elle passe sous les ordres du capitaine de vaisseau Schverer en escadre d'évolutions. En mars 1875, elle passe sous le commandement du capitaine de vaisseau Hulot d'Osery, avant d'être placée en réserve de 1876 à 1881. En Mars, sous les ordres du capitaine de vaisseau Paul-Émile Miot, elle est armée et rejoint l'escadre du Levant, avant de participer à l'expédition de Tunisie. En août elle est commandée par le capitaine de vaisseau Jean-Baptiste Léon Olry, avant d'être placée en réserve à Cherbourg en janvier 1883. Désarmée en 1884, l'Alma est condamnée le 12 mars 1886 avant d'être revendue en mai 1893 pour démolition pour la somme de 129 000 francs.